# Cereseto
Cereseto – miejscowość i gmina we Włoszech, w regionie Piemont, w prowincji Alessandria.
Według danych na styczeń 2010 gminę zamieszkiwały 472 osoby przy gęstości zaludnienia 45,3 os./1 km².